# Tank Battalion
Tank Battalion (タンクバタリアン?, Tanku Batarian) è un videogioco sparatutto multidirezionale arcade, pubblicato dalla Namco nel 1980. I port ufficiali sono quelli per MSX, Sharp X68000 e Sord M5, ma nel 1985 ne uscì un'imitazione, con il nome Battle City, per il Family Computer. Tank Battalion ricevette un seguito solo arcade chiamato Tank Force nel 1991. Nel 2014 ne venne fatto un port homebrew per Commodore VIC-20.

## Modalità di gioco
Il giocatore, controllando un carro armato in un labirinto fatto di muri di mattoni, deve distruggere venti carri nemici, che arrivano sullo schermo dall'alto, in ogni round. I carri armati nemici cercano di distruggere la base del giocatore (rappresentata sulla mappa da un'aquila), oltre al suo stesso carro. Anche i muri possono essere progressivamente distrutti dai colpi del giocatore o dei nemici. Il round è completo quando il giocatore elimina tutti gli avversari, ma il gioco giunge al termine solo quando il giocatore finisce le vite o la sua base viene distrutta.